# Vihtori Kosola
Iisakki Vihtori Iisakinpoika Kosola (né le 10 ou le 28 juillet 1884 à Ylihärmä et mort le 14 décembre 1936 à Lapua) est un paysan finlandais dont on se souvient comme le leader et le pionnier du mouvement de Lapua et comme le président du Mouvement patriotique (IKL).

## Biographie
Vihtori Kosola nait à Ylihärmä, en Ostrobotnie du Sud, la ferme familiale est détruite par un incendie l'année suivante et la famille déménage à Lapua. 
Ses années de formation sont consacrées à l'agriculture et à l'élevage.
À partir de l'automne 1915,  Vihtori Kosola est un recruteur actif de Jägers finlandais.
Il est emprisonné en 1916 à Helsinki, puis à la prison de Shpalernaya (fi) à Saint-Pétersbourg parmi d'autres militants finlandais.
Il est libéré après la révolution russe et participe avec enthousiasme à la guerre civile finlandaise contre les gardes rouges et les russes. 
Après la guerre, Vihtori Kosola dirige la Garde Blanche de Lapua. 
Il adhère à la Ligue agraire.
Dans les années 1920, il crée l'organisation de briseurs de grève Vientirauha (fi), en Ostrobotnie du Sud. 
En 1929, il prononce un discours lors de la première réunion du mouvement de Lapua et il est choisi comme chef car le mouvement s'est radicalisé l'année suivante. 
En 1932, il participe à la rébellion de Mäntsälä qui s'est terminée par la dissolution et l'interdiction du mouvement de Lapua et le bref emprisonnement de Vihtori Kosola.
Vihtori Kosola est nommé président du Mouvement populaire patriotique (IKL), qui prend la suite du Mouvement de Lapua apres son interdiction.
Mais au fur et à mesure que le Mouvement patriotique devient plus politique, Vihtori Kosola a  moins de temps pour gérer ses affaires à Helsinki. 
En 1936, la carrière politique de Kosola se termine lorsqu'il est destitué de la direction d'IKL.
Des récits de l'époque décrivent Vihtori Kosola après avoir été libéré de prison comme un homme fatigué et malade qui buvant de l'alcool pour surmonter le stress. 
Il est surendetté et sa ferme est saisie et vendue aux enchères. 
En décembre 1936, Il meurt d'une pneumonie.